# Kurucvár
Kurucvár (ukránul: Лікіцари [Likicari]) falu Ukrajnában, Kárpátalján, az Ungvári járásban.

## Fekvése
Hárs nyugati szomszédjában fekvő zsákfalu.

## Története
Kurucvár 1945 után alakult Kisturjaszög határából.

## Nevezetességek
- Fatemploma a 17. században, bojk stílusban épült, mellette fa harangtorony áll.